# セツナ系
セツナ系（-けい）は、邦楽におけるジャンルの一つである。「切な系」「せつな系」などとも表記される場合がある。

## 概要
セツナ系は「切ない系」の転化で、歌詞や曲調が「切なさ」を感じさせるものである。ラブソング的な歌詞が多く、フィーチャリング作品が多いのも特徴である。
また、R&Bやレゲエ、ヒップホップ、バラードに通じるものが多い。また、セツナ系アーティストで無くてもセツナ系の曲を出すこともある。

### ブレイク 〜 全盛期
主に、2000年代中盤から2010年代初頭にかけて流行。またそれらの多感な時期に学生（中学 〜 大生）だった、10代〜20代の層を中心に支持される。セツナ系量産型アーティストと謳われてる西野カナ・加藤ミリヤ・青山テルマ・JUJU等らが登場。これ以降の2009年前後より「ケータイ（フィーチャーホン）世代・着うた世代の歌姫」として、マスメディアによって称されるようになった。中でも中高生に絶大な支持があったGReeeeNは、セツナ系の代表曲を連発（例：「愛唄」「キセキ」。「キセキ」は後に着うたギネス世界最速初記録更新という偉業を成し遂げてる）。2008年から2010年にかけて主に彼らがチャートを独占し話題となった。

### スマホ普及による需要と衰退期
2010年末頃、セツナ系ソングはピーク期を迎えていた。特に西野カナはこの年に配信チャートを独占。同年夏にリリースしたアルバム『to LOVE』は女性ソロアーティストとして90万枚を売り上げている。また同アルバムに収録せれている14曲のうち4曲のシングルは配信としていずれもミリオンを連発している（「もっと…」「Dear…/MAYBE」「Best Friend」「会いたくて 会いたくて」）。
しかしセツナ系ソングは2011年以降より姿を見せなくなる。主な要因としては、スマートフォン普及による趣味の多様性や、同年3月11日に発生した東日本大震災の影響による音楽ソフトなどの物流販売停止や、前年末よりチャートを独占していたAKB48のブレイクによって衰退を迎えることとなった。また、SNS型アプリケーション「LINE」が同年9月に登場した事により終焉を終えた要因の一つとされる。

## セツナ系とされるアーティスト
- 青山テルマ
- 加藤ミリヤ
- 北乃きい
- 西野カナ
- JUJU
- MiChi
- AZU
- Noa
- 8utterfly[1]
- 山口リサ

など